# Bocień
Bocień – wieś w Polsce położona w województwie kujawsko-pomorskim, w powiecie toruńskim, w gminie Chełmża.
W latach 1975–1998 miejscowość administracyjnie należała do województwa toruńskiego. Według Narodowego Spisu Powszechnego (III 2011 r.) liczyła 211 mieszkańców. Wraz z 3 innymi wsiami (każdą zamieszkuje 211 osób), jest piętnastą co do wielkości miejscowością gminy Chełmża.
W Bocieniu urodził się Franciszek Sakwiński (1894–1939), sierżant Wojska Polskiego, kawaler Orderu Virtuti Militari.
We wsi był przystanek kolejowy Bocień.

## Filia obozu Stutthof (KL) w Bocieniu

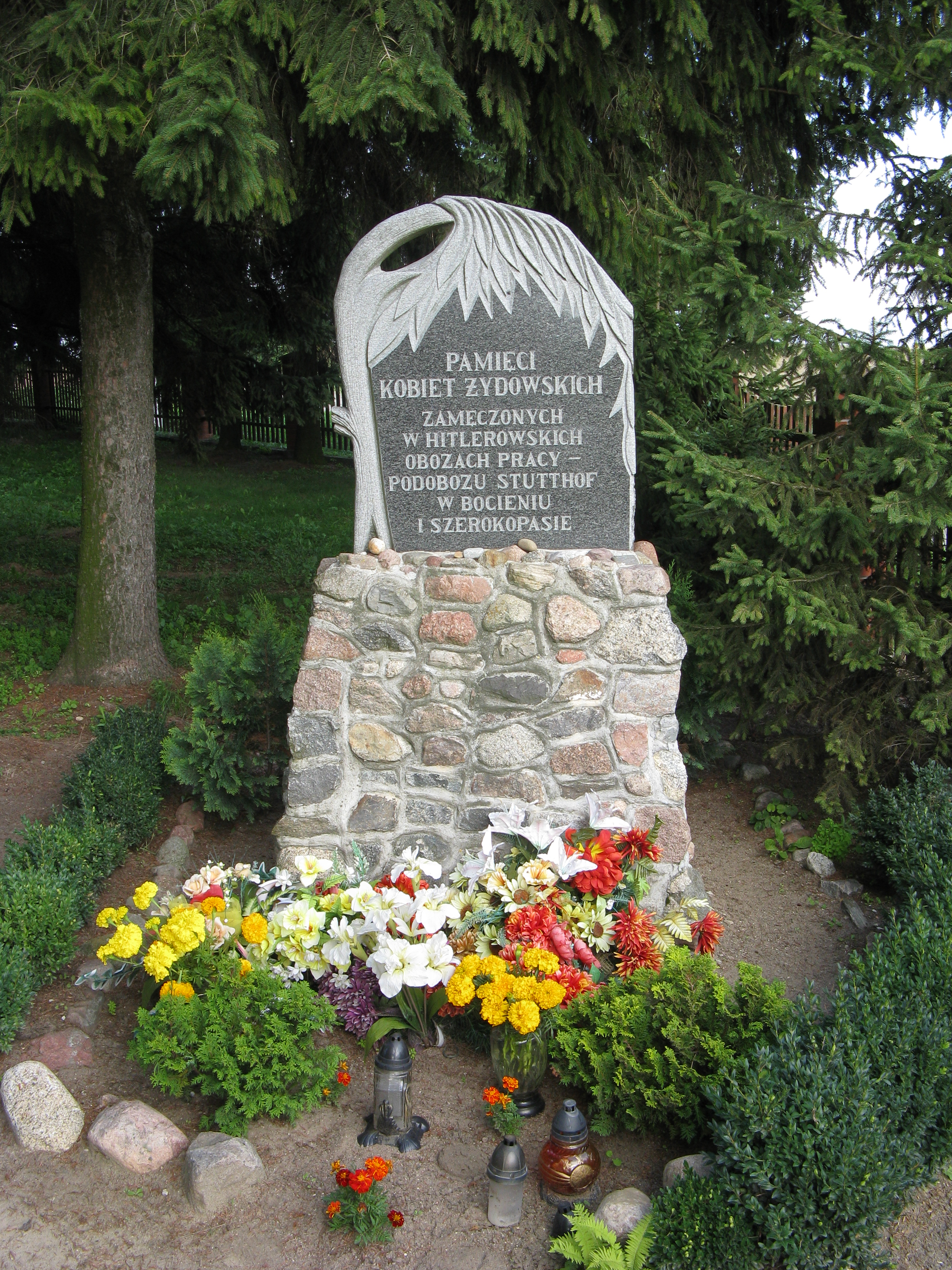
Pomnik na cmentarzu w Dźwierznie

Około 5 tysięcy Żydówek do okolic Chełmży przyjechało latem 1944 r. w trzech transportach z KL Stutthof, gdzie trafiły głównie z Auschwitz-Birkenau, ale też z Litwy, Łotwy i Estonii. W ramach podobozu Baukommando Weichsel (Organisation Todt, Thorn) kobiety wykonywały prymitywne prace, np. kopały rowy przeciwczołgowe. Mieszkały stłoczone w stodołach, owczarniach, przy majątkach, m.in. w Bocieniu, Szerokopasie, Grodnie. Żyły w tragicznych warunkach, o czym świadczą zachowane meldunki, jakie płynęły do KL Stutthof. Z Bocienia, np. wysyłano dramatyczne prośby o skrawki materiałów na załatanie dziur w ubraniach i butach. Na cmentarzu w Dźwierznie znajduje się zbiorowa mogiła i pomnik Pamięci kobiet żydowskich zamęczonych w hitlerowskich obozach pracy - podobozu Stutthof w Bocieniu i Szerokopasie.